# Trioxyde de diazote
Le trioxyde de diazote ou sesquioxyde d'azote, souvent appelé trioxyde d'azote, est l'oxyde d'azote de formule N2O3. 
Il se forme lors du mélange en dessous de -21 °C de monoxyde d'azote et de dioxyde d'azote, par la réaction :
NO + NO2 ⇌ N2O3
Il n'est stable qu'à basse température et sous forme solide ou liquide, se dissociant à haute température en ses gaz constituants. Sous forme solide il est de couleur bleu profond.